# A Collection of Great Dance Songs
A Collection of Great Dance Songs — сборник песен британской прогрессив-рок-группы Pink Floyd, выпущенный 23 ноября 1981 года. Название альбома выбрано с юмором, так как Pink Floyd не исполняли танцевальную музыку как таковую.

## Об альбоме
Этот сборник интересен поклонникам группы тем, что состоит из нескольких альтернативных версий уже известных композиций, несмотря на то, что подборка песен была подготовлена Дэвидом Гилмором. Песня «Money» для этого альбома была полностью перезаписана Гилмором, который исполнил партии всех инструментов, кроме саксофона. Такая необходимость была вызвана принадлежностью авторских прав на оригинальную фонограмму лейблу «Capitol» (на территории США) и необходимостью выпуска очередного американского релиза под вывеской «Columbia».
Отсутствие танцевальных песен подчёркивается обложкой сборника, на которой изображены исполнители бальных танцев, привязанных к земле и не имеющих возможности двигаться.
В 1982 году альбом получил от RIAA золотой, в 1989 — платиновый, а в 2001 — дважды платиновый статус продаж.

## Список композиций
| №  | Название                           | Автор(ы)                     | Альбом                    | Длительность |
| -- | ---------------------------------- | ---------------------------- | ------------------------- | ------------ |
| 1. | «One of These Days»                | Гилмор, Мэйсон, Райт, Уотерс | Meddle                    | 5:49         |
| 2. | «Money» (перезаписана в 1981 году) | Уотерс                       | The Dark Side of the Moon | 6:45         |
| 3. | «Sheep»                            | Уотерс                       | Animals                   | 10:25        |

| №  | Название                                     | Автор(ы)             | Альбом             | Длительность |
| -- | -------------------------------------------- | -------------------- | ------------------ | ------------ |
| 4. | «Shine On You Crazy Diamond» (edit)          | Гилмор, Райт, Уотерс | Wish You Were Here | 10:41        |
| 5. | «Wish You Were Here»                         | Гилмор, Уотерс       | Wish You Were Here | 5:25         |
| 6. | «Another Brick in the Wall (Part II)» (edit) | Уотерс               | The Wall           | 3:52         |

## Позиции в чартах
| США | Великобритания |
| --- | -------------- |
| #31 | #37            |